# Masdevallia impostor
Masdevallia impostor är en orkidéart som beskrevs av Carlyle August Luer och Rodrigo Escobar. Masdevallia impostor ingår i släktet Masdevallia och familjen orkidéer. Inga underarter finns listade i Catalogue of Life.